# بلعيد عبد السلام
بلعيد عبد السلام (20 يوليو 1928 بعين الكبيرة – 27 يونيو 2020 جسر قسنطينة)،  هو رئيس الحكومة الجزائرية الذي اختاره علي كافي عَقِبَ استقالة حكومة سيد أحمد غزالي.

## نبذة
مواليد 20 يوليو 1928 بعين الكبيرة (ولاية سطيف) من المناضلين الأوائل في الحركة الوطنية، كان من الأعضاء المؤسسين لرابطة الطلاب المسلمين في شمال أفريقيا (1951-1953) وكذا عضو مؤسس لاتحاد الطلاب المسلمين الجزائريين سنة 1953.
التحق بلعيد بصفوف ثورة التحرير الجزائرية سنة 1955 حيث أسس في جويلية 1955 مع مجموعة من الطلبة الاتحاد العام للطلبة المسلمين الجزائريين ولم يلبث أن شارك في الإعلان عن إضراب الطلبة الجزائريين يوم 19 مايو 1956.
في سنة 1958، كلف بعدة مهام ضمن هياكل الحكومة المؤقتة، أهمها مساعد لوزير الشؤون الاجتماعية والثقافية، ليعيّن سنة 1961 في ديوان الحكومة المؤقتة إلى غاية الاستقلال. وبعد وقف إطلاق النار مباشرة كُلّف بتسيير الشؤون الاقتصادية في الهيئة التنفيذية المؤقتة.
بعد الاستقلال، تقلد بلعيد العديد من المناصب السامية منها رئيسا للوفد الجزائري المفاوض مع الطرف الفرنسي بخصوص ملف الطاقة، مديرا عاما لشركة سوناطراك (1964-1965)، وزيرا للصناعة والطاقة (1965-1977)، وزيرا للصناعات الخفيفة (1977-1979) ورئيسا للحكومة (1992-1993).

## المسار المهني
- 1992 – 1993 م: الوزير الأول الجزائري.[7][8]
- 1977 – 1979 م: وزير الصناعات الخفيفة في حكومة بومدين الثانية.[1]
- 1965 – 1977 م: وزير الصناعة والطاقة في حكومة بودين الثانية والثالثة.[9][10] (11 سنةً و9 أشهرٍ و13 يومًا)
- 1964 – 1966 م: المدير العام لشركة سوناطراك
- 1958 – 1962 م: مساهم في الحكومة المؤقتة للجمهورية الجزائرية وعضو في الهيئة التنفيذية المؤقتة[11]
- 1953 – 1955 م: عضو مؤسس في الاتحاد العام لطلاب المسلمين في الجزائر (UGEMA)
- 1951 – 1953 م: رئيس رابطة الطلاب المسلمين في شمال أفريقيا بفرنسا (AEMAN)

## الهيئة التنفيذية المؤقتة
كانت مجموعة الهيئة التنفيذية المؤقتة تضم كلا من عبد الرحمن فارس، وشوقي مصطفاي ، وبلعيد عبد السلام، وأمحمد شيخ، وعبد الرزاق شنتوف، وعبد القادر الحسار، وبومدين حميدو، وحاج إبراهيم بيوض، ومحمد بن تفتيفة، وسعيد حسين.

## الوفاة
توفي في 27 يونيو 2020 عن عمر ناهز 92 سنة. بالمستشفى العسكري عين النعجة في العاصمة الجزائرية.
وغرد عبد العزيز جراد، الوزير الأول الجزائري، على حسابه بتويتر معزيًا عائلة المتوفى: «تلقيت ببالغ الحزن و الأسى نبأ وفاة المغفور له، المجاهد و رئيس حكومة سابقا، المرحوم بلعيد عبد السلام.»

## روابط خارجية
- بلعيد عبد السلام على موقع مونزينجر (الألمانية)